# Groot-Brittannië op de Olympische Winterspelen 2006
Tijdens de Olympische Winterspelen van 2006 die in Turijn werden gehouden nam Groot-Brittannië voor de 20e keer deel en is daarmee een van de twaalf landen die aan alle Winterspelen heeft deelgenomen.
Groot-Brittannië eindigde op de 21e plaats in het medailleklassement met één zilveren medaille die bij het vrouwenskeleton werd veroverd door Shelley Rudman.

## Medailles
| Sport    | Naam           | Discipline | Medaille |
| -------- | -------------- | ---------- | -------- |
| Skeleton | Shelley Rudman | Vrouwen    | Zilver   |

## Deelnemers en resultaten
(m) = mannen, (v) = vrouwen 
| Sport       | M / V | Sport          | M / V | Sport       | M / V |
| ----------- | ----- | -------------- | ----- | ----------- | ----- |
| Alpineskiën | 5 / 1 | Biatlon        | 1 / 1 | Bobsleeën   | 5 / 2 |
| Curling     | 5 / 6 | Kunstschaatsen | 1 / 1 | Rodelen     | 2 / - |
| Shorttrack  | 2 / 2 | Skeleton       | 2 / 2 | Snowboarden | 1 / 3 |

### Alpineskiën
| Olympiër          | Discipline       | Resultaat | Prestatie                             |
| ----------------- | ---------------- | --------- | ------------------------------------- |
| Alain Baxter      | Slalom (m)       | 16e       | 1.46,15 (+3,01) — 54,93+51,22         |
| Noel Baxter       | Slalom (m)       | 20e       | 1.47,22 (+4,08) — 56,07+51,15         |
| Noel Baxter       | Combinatie (m)   | 14e       | 3.12,79 (+3,44) — 1.42,26+45,64+44,89 |
| Roger Cruickshank | Afdaling (m)     | 37e       | 1.54,65 (+5,85)                       |
| Roger Cruickshank | Super-G (m)      | 37e       | 1.34,87 (+4,22)                       |
| James Leuzinger   | Slalom (m)       | DNF       | DNF-1                                 |
| Finlay Mickel     | Afdaling (m)     | 25e       | 1.51,48 (+2,68)                       |
| Finlay Mickel     | Super-G (m)      | 22e       | 1.32,10 (+1,45)                       |
|                   |                  |           |                                       |
| Chemmy Alcott     | Afdaling (v)     | 11e       | 1.57,85 (+1,36)                       |
| Chemmy Alcott     | Super-G (v)      | 19e       | 1.34,20 (+1,73)                       |
| Chemmy Alcott     | Reuzenslalom (v) | 22e       | 2.14,42 (+5,23) - 1.04,47+1.09,95     |
| Chemmy Alcott     | Combinatie (v)   | DQ        | DQ-1                                  |

### Biatlon
| Olympiër    | Discipline            | Resultaat | Prestatie                                    |
| ----------- | --------------------- | --------- | -------------------------------------------- |
| Tom Clemens | 10 km sprint (m)      | 79e       | 31.05,0 (+4.53,4) pen.: 4 (2 + 2)            |
| Tom Clemens | 20 km individueel (m) | 57e       | 1:01.43,9 (+7.20,9) pen.: 4 (0 + 1 + 1 + 2)  |
|             |                       |           |                                              |
| Emma Fowler | 7,5 km sprint (v)     | 67e       | 26.22,9 (+3.51,5) pen.: 1 (0 + 1)            |
| Emma Fowler | 15 km individueel (v) | 78e       | 1:03.38,9 (+14.14,8) pen.: 7 (0 + 3 + 1 + 3) |

### Bobsleeën
| Olympiër                                               | Discipline      | Resultaat | Prestatie                                       |
| ------------------------------------------------------ | --------------- | --------- | ----------------------------------------------- |
| Lee Johnston Dan Humphries                             | tweemansbob (m) | 15e       | 3.46,34 (+2,96) (56,22 / 55,84 / 57,20 / 57,08) |
| Lee Johnston Martin Wright Karl Johnston Dan Humphries | viermansbob (m) | 17e       | 3.43,38 (+2,96) (56,06 / 56,07 / 55,93 / 55,32) |
|                                                        |                 |           |                                                 |
| Nicola Minichiello Jacqui Davies                       | tweemansbob (v) | 9e        | 3.52,16 (+2,18) (57,78 / 57,49/ 58,41 / 58,48)  |

### Curling
| Olympiër                                                           | Discipline | Resultaat | Prestatie |
| ------------------------------------------------------------------ | ---------- | --------- | --- |
| David Murdoch Ewan MacDonald Warwick Smith Euan Byers Craig Wilson | mannen     | 4e        | Groepsfase: 7-5 Italië 10-5 Nieuw-Zeeland 5-9 Canada 6-3 Noorwegen 7-6 Duitsland 8-2 Zweden 6-5 Zwitserland 8-9 Verenigde Staten 2-5 Finland Halve finale: 3-4 Finland Om Brons: 6-8 Verenigde Staten |
|                                                                    |            |           | |
| Rhona Martin Jackie Lockhart Kelly Wood Lynn Cameron Debbie Knox   | vrouwen    | 5e        | Groepsfase: 3-2 Denemarken 5-4 Zwitserland 6-8 Zweden 10-4 Rusland 3-9 Canada 9-5 Italië 4-8 Noorwegen 5-10 Japan 10-4 Verenigde Staten                                                               |

### Kunstrijden
| Olympiër              | Discipline | Resultaat | Prestatie                                                                 |
| --------------------- | ---------- | --------- | ------------------------------------------------------------------------- |
| Sinead Kerr John Kerr | ijsdansen  | 10e       | 167.43 (verplichte dans: 31.58, originele dans: 50.28, vrije dans: 85.57) |

### Rodelen
| Olympiër    | Discipline | Resultaat | Prestatie                                                |
| ----------- | ---------- | --------- | -------------------------------------------------------- |
| Mark Hatton | mannen     | 35e       | 4.12,899 (+46,811) (52,790 / 52,720 / 1.34,895 / 52,494) |
| Adam Rosen  | mannen     | 16e       | 3.28,983 (+2,895) (52,610 / 52,130 / 52,093 / 52,150)    |

### Shorttrack
| Olympiër        | Discipline | Resultaat | Prestatie                                                                      |
| --------------- | ---------- | --------- | ------------------------------------------------------------------------------ |
| Jon Eley        | 500 m (m)  | 5e        | vr2: 42,511 (2e), kf3: 42,424 (2e), hf1: 42,650 (3e, adv), finale: 42,497 (5e) |
| Jon Eley        | 1000 m (m) | 17e       | vr2: 1.29,147 (3e)                                                             |
| Jon Eley        | 1500 m (m) | 13e       | vr1: 2.23,887 (3e), hf1: 2.21,862 (5e)                                         |
| Paul Stanley    | 500 m (m)  | 20e       | vr7: 43,486 (4e)                                                               |
| Paul Stanley    | 1000 m (m) | 19e       | vr1: 1.28,511 (4e)                                                             |
|                 |            |           |                                                                                |
| Sarah Lindsay   | 500 m (v)  | 8e        | vr8: 46,290 (2e), kf2: 1.09,785 (3e, adv), hf1: 46,060 (5e)                    |
| Sarah Lindsay   | 1000 m (v) | 16e       | vr2: 1.35,539 (3e)                                                             |
| Sarah Lindsay   | 1500 m (v) | 15e       | vr6: 2.38,460 (3e), hf3: 2.29,173 (6e)                                         |
| Joanna Williams | 500 m (v)  | 19e       | vr1: 46,857 (3e)                                                               |

### Skeleton
| Olympiër        | Discipline | Resultaat | Prestatie                           |
| --------------- | ---------- | --------- | ----------------------------------- |
| Kristan Bromley | mannen     | 5e        | 1.57,10 (+1,22) (58,35 / 58,75)     |
| Adam Pengilly   | mannen     | 8e        | 1.57,46 (+1,58) (58,37 / 59,09)     |
|                 |            |           |                                     |
| Shelley Rudman  | vrouwen    | Zilver    | 2.01,06 (+1,23) (1.00,57 / 1.00,49) |

### Snowboarden
| Olympiër       | Discipline         | Resultaat | Prestatie                                                                     |
| -------------- | ------------------ | --------- | ----------------------------------------------------------------------------- |
| Dan Wakeham    | halfpipe (m)       | 26e       | 1e kwalificatie: 35e; 14,3 ptn 2e kwalificatie: 20e; 27,8 ptn - uitgeschakeld |
|                |                    |           |                                                                               |
| Kate Foster    | halfpipe (v)       | 20e       | 1e kwalificatie: 24e; 16,4 ptn 2e kwalificatie: 14e; 24,7 ptn - uitgeschakeld |
| Zoe Gillings   | snowboardcross (v) | 15e       | kwalificatie: 12e (1.31,93) kwartfinale: 4e plaats 13-16: 3e                  |
| Lesley McKenna | halfpipe (v)       | 33e       | 1e kwalificatie: 34e; 1,4 ptn 2e kwalificatie: 27e; 5,2 ptn - uitgeschakeld   |

Albanië · Algerije · Amerikaanse Maagdeneilanden · Andorra · Argentinië · Armenië · Australië · Azerbeidzjan · België · Bermuda · Bosnië en Herzegovina · Brazilië · Bulgarije · Canada · Chili · China · Chinees Taipei · Costa Rica · Cyprus · Denemarken · Duitsland · Estland · Ethiopië · Finland · Frankrijk · Georgië · Griekenland · Groot-Brittannië · Hongarije · Hongkong · Ierland · IJsland · India · Iran · Israël · Italië · Japan · Kazachstan · Kenia · Kirgizië · Kroatië · Letland · Libanon · Liechtenstein · Litouwen · Luxemburg · Macedonië · Madagaskar · Moldavië · Monaco · Mongolië · Nederland · Nepal · Nieuw-Zeeland · Noord-Korea · Noorwegen · Oekraïne · Oezbekistan · Oostenrijk · Polen · Portugal · Roemenië · Rusland · San Marino · Senegal · Servië en Montenegro · Slovenië · Slowakije · Spanje · Tadzjikistan · Thailand · Tsjechië · Turkije · Venezuela · Verenigde Staten · Wit-Rusland · Zuid-Afrika · Zuid-Korea · Zweden · Zwitserland